# Amadeu Alemany i Rebordosa
Amadeu Alemany i Rebordosa   (Sant Boi de Llobregat, 1968) és un escriptor i guionista de programes de televisió i de ràdio que ha participat en diferents projectes relacionats amb la comunicació. És l'autor de 9 llibres i, el 2017 dirigint el matinal La República Santboiana de Ràdio Sant Boi, va rebre la Menció de Qualitat en l'apartat «Millor Programa de Ràdio Local dels Països Catalans » a la dissetena edició dels Premis Ràdio Associació de Catalunya.

## Llibres
- El Poble dels Bojos (Editorial Mediterrània, 2008)[2] / El Poble dels Bojos - Nova Edició 2018 (Alda Talent)
- Gegants (amb Denominació d'Origen Santboiana) (Uxus Creatius, 2012)[2]
- La Columna dels Esguerrats (Voliana Edicions, 2014),[2] novel·la ambientada a l'Hospital de Sang de Cambrils[4]
- El Psiquiatre de Déu (Alda Editorial, 2017)[1]
- A l'Octubre tornarà la primavera (Alda Talent Editorial, 2019)[5]
- Històries Confinades (Diversos Autors - Alda Talent, 2020)
- Racons, Raconets i Estovalles - 25 Excursions pel Baix Llobregat (Josep Parés, Anna Bosch i Amadeu Alemany (Alda Talent, 2025)
- Shoshana, Retrats d'un Evangeli Mut (Edició en Català: Editorial Base, 2025) / Shoshana, Retratos de un Evangelio Mudo (Edició en Castellà: Ediciones Luciérnaga - Grupo Planeta, 2025)